# Parque nacional de Mudumu
El parque nacional de Mudumu es un área protegida en el país africano de Namibia, creada en 1990 con una superficie de 1009 km² constituidos por sabana, los bosques de mopane, y un pantano en la ribera oriental del Río de Cuando. 
Muchos animales se pueden encontrar en el parque incluyendo sitatungas, lechwes rojas, así como elefantes, búfalos, kudus, impalas, antílopes ruanos, y cebras de Burchell. Sus aguas están habitadas por nutrias, hipopótamos, peces tigre y cocodrilos. Las suricatas viven en esta zona.

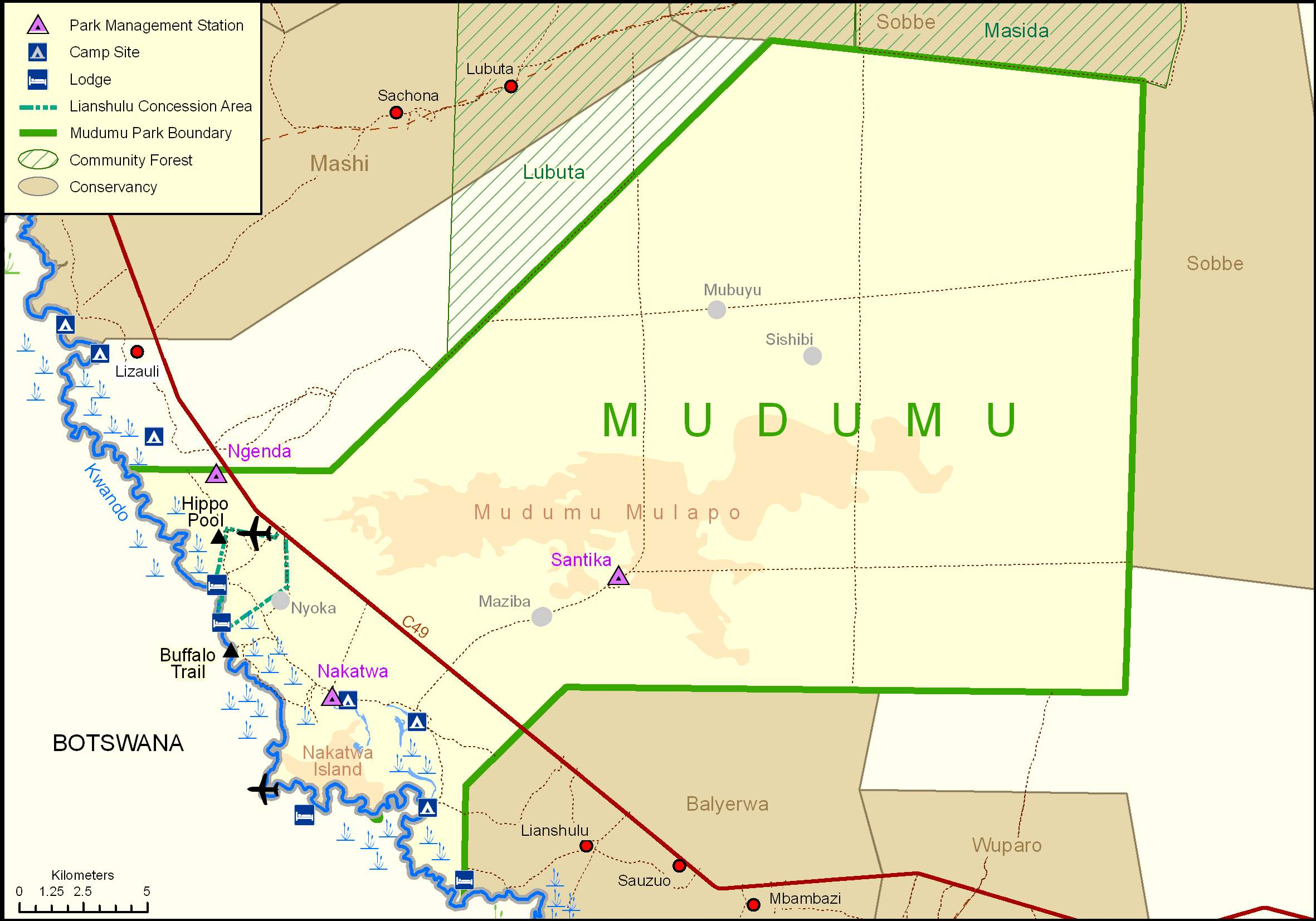
Mapa del parque.